# 夏目忠雄
夏目 忠雄（なつめ ただお、1908年（明治41年）9月8日 - 1997年（平成9年）9月30日）は、参議院議員（2期）。長野県長野市長（3期）。長野県議会議員。

## 経歴
長野市生まれ。松本高等学校文科甲類、1932年東京帝国大学法学部卒業。1955年長野県議会議員当選、2期目の途中で辞職し、1962年長野市長選挙に当選、1974年第10回参議院議員通常選挙長野県選挙区に自由民主党から出馬し、初当選。1979年第2次大平内閣科学技術政務次官、1980年第12回参議院議員通常選挙で再選した。
長野市長在任中は篠ノ井市等との2市6町村合併による「大長野市」の実現に尽力した。